# Aeroportul Wushan Shennüfeng
Aeroportul Wushan Shennüfeng (IATA: WSK, ICAO: ZUWS) este un aeroport din Wushan County, Chongqing⁠(d), Chongqing, Republica Populară Chineză. Aeroportul a fost tranzitat în 2022 de 46.275 de pasageri.
Situat la o altitudine de 1.680 m, aeroportul dispune de o singură pistă.